# Taiwanocerus tungpus
Taiwanocerus tungpus är en insektsart som beskrevs av Huang och Maldonado-capriles 1992. Taiwanocerus tungpus ingår i släktet Taiwanocerus och familjen dvärgstritar. Inga underarter finns listade i Catalogue of Life.